# Krezus
Krezus, Krojsos (gr. Κροῖσος, ur. ?, zm. 546 p.n.e. lub później) – ostatni król Lidii, kraju na zachodzie Azji Mniejszej. Jego imię jest synonimem bogacza od starożytności. Pochodził z dynastii Mermnadów. Był synem Alyattesa. Objął tron około 560 roku p.n.e. Był mecenasem poetów, uczonych i filozofów, których chętnie gościł na swoim dworze.
Podbił miasta greckie leżące na zachodnim skraju Azji Mniejszej (Jonia), ale sam znalazł się pod wpływem ich kultury. Na wschodzie rozszerzył terytorium Lidii do rzeki Halys (obecnie Kizilirmak).
Żądny sławy, wszczął w 547 p.n.e. wojnę z królem Persji Cyrusem Wielkim. Pretekstem do jej wypowiedzenia było trzymanie przez Cyrusa w niewoli Astyagesa – ostatniego króla Medów i szwagra Krezusa. W celu przeciwstawienia się Cyrusowi szukał przymierza z Babilonią i Egiptem, ale kraje te niezbyt paliły się do wojny z perskim władcą. W dodatku po stronie Cyrusa opowiedziała się Cylicja, odcinając je od Lidii.
Grecki historyk Herodot pisze, że przed rozpoczęciem wojny Krezus zapytał wyrocznię delficką, której prawdomówność wcześniej sprawdził, czy ma wyprawić się przeciwko Persom. Otrzymał odpowiedź, że jeżeli wyprawi się na Persów, to upadnie wielkie państwo. Pewien, że przepowiednia odnosi się do państwa Cyrusa, lidyjski król obdarował Delfy wielkimi bogactwami.
Krezus przekroczył w 547 p.n.e. graniczną rzekę Halys. Cyrus odparł najazd w nierozstrzygniętej bitwie pod Pterią. Jako że zbliżała się zima, Krezus rozpuścił wojsko do domu, zgodnie z ówczesnymi zwyczajami. Cyrus nie przejął się jednak zimą, jego wojsko zaopatrzone w płaszcze z wołowej skóry podbitych owczym runem pomaszerowało przez wyżyny Anatolii. Z wojskami Krezusa Cyrus stoczył kolejną, tym razem zwycięską bitwę na równinie Tymbra. Po tej bitwie Krezus ukrył się w stolicy, Sardes. Po 14 dniach oblężenia miasto zostało zdobyte przez wojska Cyrusa.
Losy Krezusa po upadku miasta nie są jasne. Według Herodota żył on jeszcze wiele lat na dworze Cyrusa, a potem Kambyzesa, i był ich doradcą. Wielu historyków wątpi jednak w prawdziwość tej relacji. Zgodnie z inną wersją, w obliczu klęski król rzucił się w płomienie. Jako że czyn taki jest dość powszechny w legendach i mitologiach, ta wersja również nie jest przekonująca. Istnieje również opinia, że został skazany na wygnanie do Ekbatany.
Skarby zgromadzone przez Krezusa w Sardes stały się przysłowiowe już w starożytnych Grecji i Persji.  Złoto pochodziło z aluwialnego elektrum wydobywanego w miejscowej rzece Paktol z wymuszonych danin (m.in. od miast greckich Azji Mniejszej) oraz z senioratu (renty menniczej) z tytułu emisji pierwszych w pełni złotych monet.
Dla lepszego zróżnicowania nominalnej wartości pieniądza, dotychczasowy monometalizm zastąpił systemem bimetalicznym, wypuszczając statery z czystego złota i srebra